# Club Voleibol Haris 2015-2016
Questa voce raccoglie le informazioni riguardanti il Club Voleibol Haris nelle competizioni ufficiali della stagione 2015-2016.

## Organigramma societario
Area direttiva
- Presidente: David Martín
- Vicepresidente: Patricia Gil
- Segreteria: Israel Martín

Area organizzativa
- Tesoriere: Ayoze Báez

Area tecnica
- Allenatore: David Hernández
- Allenatore in seconda: Marina Dubinina
- Assistente allenatore: Pedro Ortega
- Scout man: Rubén Cabrera

Area comunicazione
- Speaker: Iván Machuca

Area sanitaria
- Medico: David García
- Preparatore atletico: José González
- Fisioterapista: Jose González

## Rosa
| N° | Nome            | Ruolo | Data di nascita  | Nazionalità sportiva |
| -- | --------------- | ----- | ---------------- | -------------------- |
| 1  | Patricia Suárez | S/O   | 22 gennaio 1988  | Spagna               |
| 5  | Melody Díaz     | S     | 29 dicembre 1992 | Spagna               |
| 6  | Taylor Pippen   | C     | 20 luglio 1994   | Stati Uniti          |
| 7  | Erika González  | S     | 3 luglio 1998    | Spagna               |
| 7  | Janine Sandell  | S     | 7 dicembre 1985  | Regno Unito          |
| 9  | Marta Fraile    | P     | 30 ottobre 1982  | Spagna               |
| 11 | Daysa Delgado   | C     | 6 agosto 1987    | Spagna               |
| 13 | Laura Naranjo   | L     | 3 novembre 1984  | Spagna               |
| 14 | Nuria Melián    | P     | 21 gennaio 1997  | Spagna               |
| 17 | Flavia de Lima  | C     | 25 luglio 1982   | Brasile              |
| 20 | Noelia Sánchez  | S     | 15 febbraio 1982 | Spagna               |